# Crannóg

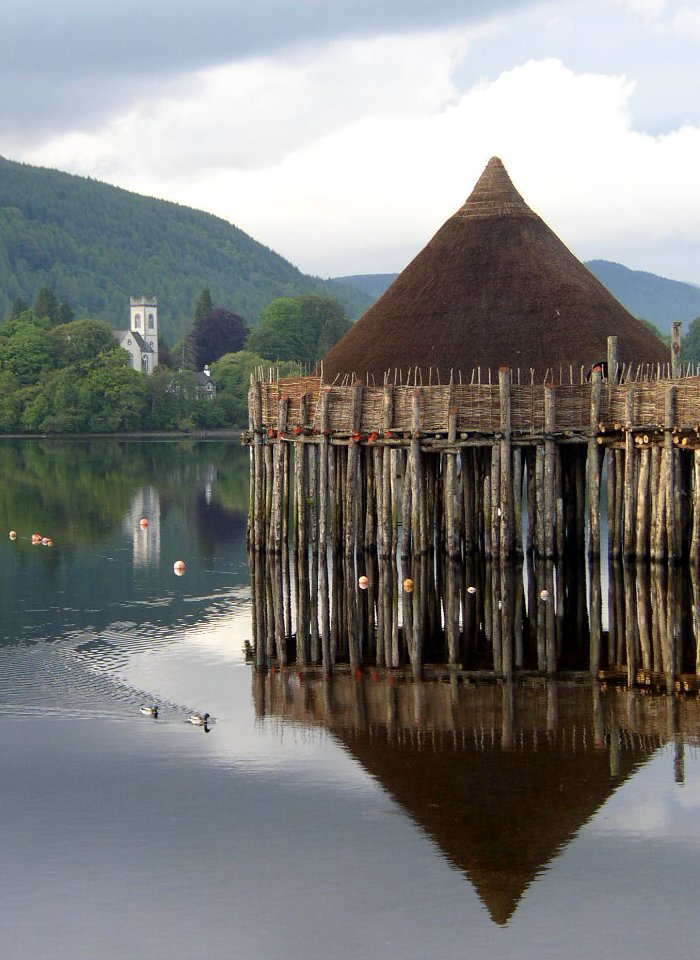
Crannóg reconstruído em Loch Tay, Escócia.

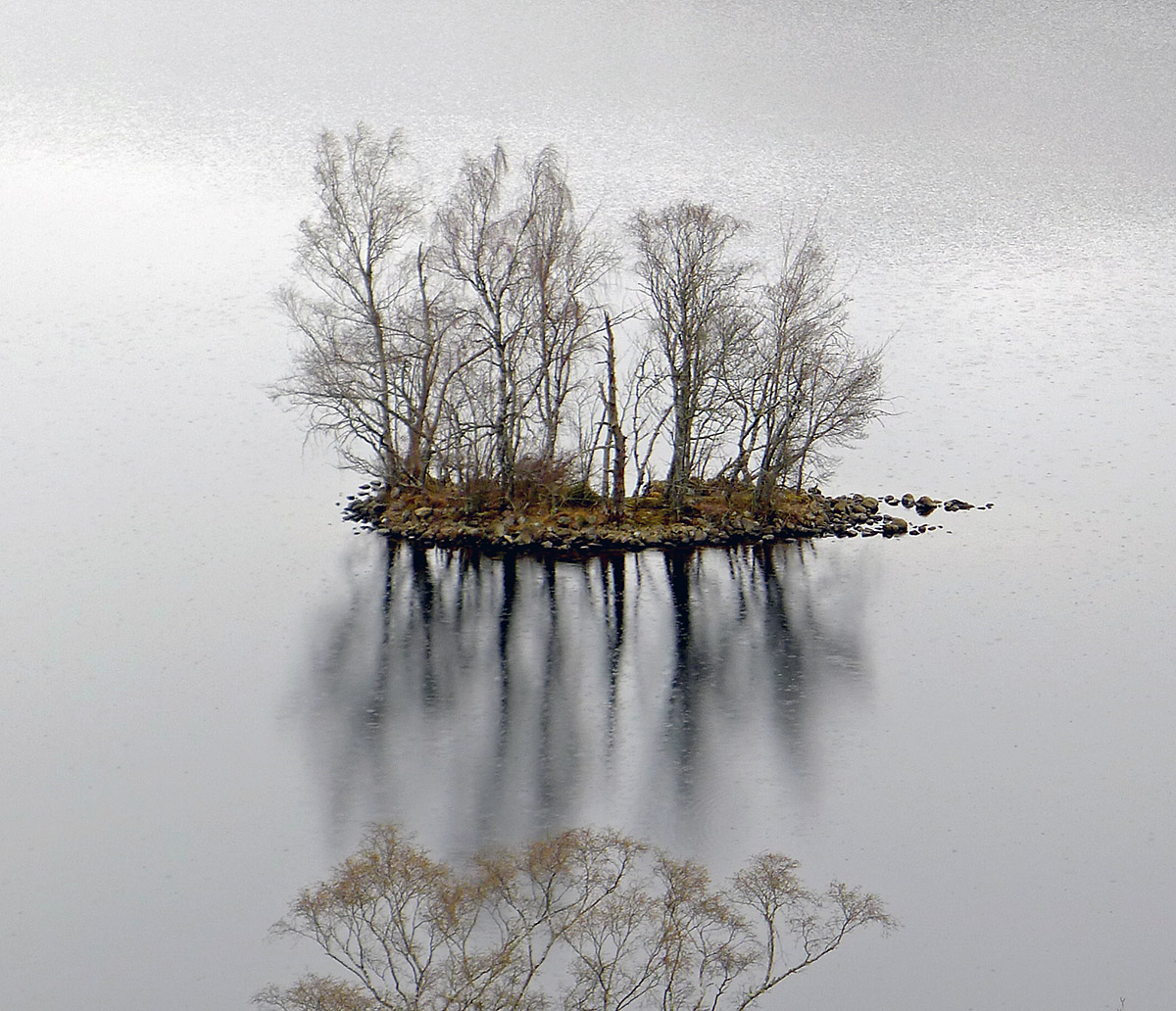
Crannog no Lago Achilty em Ross-shire.

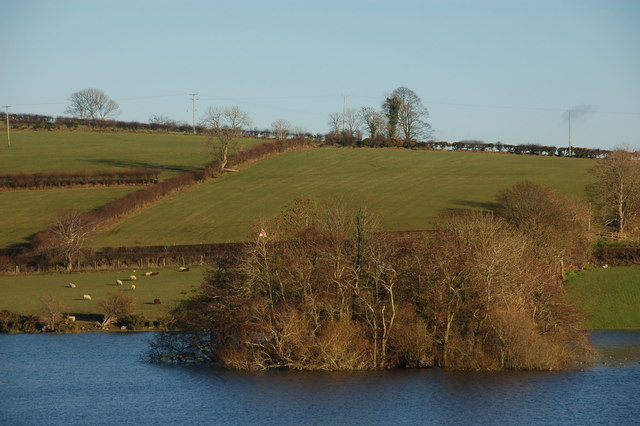
Crannnóg de Loughbrickland, na Irlanda do Norte.

Um crannóg (significando "árvore jovem" em Irlandês antigo) é uma ilha artificial, normalmente construída nas águas de um lago, rio ou estuário e usada, sobretudo, como habitação e fortificação na Pré-História e na Idade Média. O crannóg, normalmente, consistia numa plataforma de madeira erigida em águas pouco profundas.

## História
Os crannógs são mais comuns na Irlanda, onde são conhecidos mais de 2000 exemplares. Também são bastante comuns na Escócia, com 600 conhecidos. É provavel que muitos mais crannógs ainda não descobertos se encontrem debaixo de água, em florestas ou em terrenos pantanosos, localizados perto das margens de lagos. Hoje em dia, os crannógs apresentam-se, tipicamente, como pequenas ilhas circulares, com entre 10 e 30 metros de diâmetro, cobertas por árvores e arbustos, uma vez que não estão acessíveis aos animais que deles se alimentam. Originalmente, os crannógs podem ter assumido muitas formas diferentes. A imagem clássica de um antigo crannóg é a de uma pequena ilha, cercada por uma paliçada, onde assenta uma casa redonda. Outra imagem - sugerida por escavações realizadas em Oakbank, Loch Tay, na Escócia - é a de uma plataforma elevada em estacas delgadas. A razão da escolha de uma ilha para habitação permanece misteriosa, mas poderia ser a de defesa em alturas de perigo, a de demonstração de riqueza e prosperidade ou o fato das ilhas terem um significado simbólico na época. Alguns crannógs poderiam ser alcançados por passadiços, de pedra ou madeira, a partir da margem mais próxima, mas, a maioria deles apenas era acessível de barco.
Os caçadores-recoletores do Mesolítico tardio são conhecidos por terem ocupado plataformas lacustres construídas no Centro e no Noroeste da Irlanda por volta de 4500 a.C.. Também são conhecidos crannógs neolíticos, nomeadamente na Escócia. O ilhéu de Eilean Domhuill, Loch Olabhat, nas Hébridas Exteriores pode ser o crannóg mais antigo, datado de entre 3200 e 2800 a.C. do período do Neolítico. Muitos crannógs estiveram em uso desde a Idade do Ferro até ao início da época medieval, juntamente com os diversos tipos de fortificações e habitações circulares em uso na época. Os crannógs dispunham de caraterísticas defensivas bastante úteis, sendo usados como uma espécie de fortes. Na Irlanda, a maioria dos crannógs data do início do período medieval, época em que eram usados como domicílios insulares de reis, de grandes senhores, de agricultores prósperos e, ocasionalmente, de grupos socialmente marginalizados.
As maiores concentrações de crannógs na Irlanda situam-se nas regiões de lagos dos Midlands, do North West e do Ulster. As mais altas concentrações de crannógs na Escócia situam-se em diversos lochs na região de Dumfries and Galloway, apesar de muitos terem sido encontrados também nas Terras Altas. Na região de Grampian foi construído um crannóg bastante conhecido pelo clã dos Burnett, cuja família se mudou dali para o Castelo de Crathes, no século XVI.
Um crannóg datado de cerca de 500 a.C. ainda se mantém num loch em Loughbrickland, perto de Banbridge na Irlanda do Norte e outro, datado de cerca de 890 a.C. pode ser visto no lago Lhangorse no Parque Nacional de Brecon Beacons.
Existem reconstruções de crannógs no museu ao ar livre Craggaunowen na Irlanda, no Parque do Património Nacional Irlandês e em Loch Tay na Escócia.
Uma variante do crannóg era a casa redonda atlântica insular. Construída numa pequena ilha rochosa, num loch e, normalmente, alcançada através de um passadiço, exemplos dela eram bastante comuns nas Hébridas Exteriores. Eram usadas, até ao século XVII, como residências fortificadas de chefes gaélicos, como os O'Boylans e os McMahons, da região de Monaghan e do antigo reino de Airgíalla.

## Construção
A construção de um crannóg pré-histórico começava numa pequena ilha ou numa barra localizadas num loch ou numa marisma. A construção era cercada por um círculo de pilares, em carvalho com bases afiadas a machado, que eram introduzidos no leito, formando uma cerca circular de cerca de 60 metros de diâmetro. Os pilares eram unidos por ramos entrelaçados e por vimes. A partir daí, era construída a superfície interior, primeiro com toros de madeira e, depois, com ramos, pedras, argila, turfa e outros materiais. Ao centro, era construído uma grande fogão a lenha, feito de grandes pedras planas. Um casa de madeira era construída à volta do fogão. Por vezes, eram construídas múltiplas habitações sobre um único crannóg.
Esta fortificação pré-histórica era ocupada por uma única família ou tribo, sendo o seu acesso feito, frequentemente, através de uma canoa. Contudo, alguns deles tinham um acesso através de um passadiço de pedra ou madeira, que estava muitas vezes sob a superfície da água, o que escondia de possíveis intrusos.